# Карл Гаґен
Карл Річард Гаґен (в оригінальній транскрипції Гейґен [ˈheɪɡən] англ. Carl Richard Hagen) (нар. 2 лютого 1937) — відомий професор у галузі фізики елементарних частинок в Університеті Рочестера. Найбільше відомий своїм внеском у теорію стандартної моделі спонтанного порушення симетрії, а також спільним відкриттям механізму Гіґґза і бозона Гіґґза в 1964 р. разом з Джеральдом Ґуральником і Томом Кібблом (цю трійку вчених в англомовних джерелах іноді позначають як GHK). У рамках святкування 50-ї річниці Physical Review Letters журнал визнав це відкриття однією з етапних подій в історії PRL. Хоча цю групу науковців (GHK) широко вважають авторами найбільш повних з числа перших робіт з теорії Гіґґза, GHK, суперечливо, не були включені до Нобелівської премії з фізики 2013 року.
У 2010 році нагороджений премією Американським фізичним товариством Премією Сакураї за «з'ясування властивостей спонтанного порушення симетрії в чотиривимірній релятивістській калібрувальній теорії та механізму послідовного породження мас векторних бозонів».
Наукові інтереси вченого стосуються теоретичної фізики високих енергій, у першу чергу в галузі квантової теорії поля. Це включає формулювання і квантування теорій вищих спінових полів у контексті Галілеєвої теорії відносності, а також спеціальної теорії відносності. В останні роки робота стосується таких тем, як двовимірні теорії, теорія поля Черна – Саймонса, ефект Ааронова — Бома та ефект Казимира. У 2015 році опублікував статтю, яка знайшла класичну формулу Валліса π під час обчислення енергетичних рівнів атома Гідрогену — перша публікація, в якій π виведене з фізики та квантової механіки.
Народившись і вирісши в Чикаґо, здобув бакалаврат, магістерку, і доктора філософії з фізики з Массачусетського технологічного інституту. У MIT його темою докторської дисертації була квантова електродинаміка. Він був професором фізики в Рочестерському університеті з 1963 року. Професор двічі (у 1996 та 1999 рр.) вигравав нагороду за відмінну педагогічну діяльність на кафедрі фізики та астрономії Рочестерського університету. Є членом Американського фізичного товариства і був визнаний видатним суддею APS у 2008 році. Університет Вальпараїсо присвоїв Гаґену ступінь почесного доктора наук у 2012 році за його значний внесок у фізику частинок та теорію утворення маси.

## Зовнішні посилання
- C.R. Hagen Faculty Page [Архівовано 11 червня 2021 у Wayback Machine.]
- Papers written by C.R. Hagen on Google Scholar
- Papers written by C.R. Hagen on Spires abstract service [Архівовано 5 березня 2016 у Wayback Machine.]
- Physical Review Letters - 50th Anniversary Milestone Papers [Архівовано 10 січня 2010 у Archive.is]
- Steven Weinberg Praises C.R. Hagen and Collaborators for Higgs Boson Theory
- University of Rochester Physics - C.R. Hagen Wins 2010 J. J. Sakurai Prize for Theoretical Particle Physics [Архівовано 11 червня 2021 у Wayback Machine.]
- University of Rochester Sakurai Prize Press Release [Архівовано 11 червня 2021 у Wayback Machine.]
- C. Richard Hagen - 2010 J. J. Sakurai Prize Winner [Архівовано 16 травня 2021 у Wayback Machine.]
- Video of C.R. Hagen at CERN (July 2012) на YouTube
- Video of C.R. Hagen at CERN - Goldstone Comments (July 2012) на YouTube
- Video of Higgs Original Theorists at CERN (July 2012) на YouTube
- Best of Higgs Field Theory physicists? (CERNTV) на YouTube
- "Has the God Particle Been Discovered?" Hagen's Keynote Presentation at Luther North Hall of Fame на YouTube
- "Scientists relish possible 'God particle' find." USA Today (July 3, 2012) [Архівовано 29 вересня 2012 у Wayback Machine.]
- Hagen Calls CERN Findings a ‘Remarkable Achievement’ but Says More Work Is Needed [Архівовано 11 червня 2021 у Wayback Machine.]
- WXXI Rochester - Hagen, Demina, and Bodek interview[недоступне посилання з 01.10.2019]
- Hagen awaits Nobel Prize decision (October 7, 2013)
- Hagen Considered For Nobel Prize (October 7, 2013)
- Hagen disappointed in Nobel Prize decision (October 8, 2013) [Архівовано 27 січня 2021 у Wayback Machine.]
- Nobel Prize Eludes Hagen (October 8, 2013) [Архівовано 11 червня 2021 у Wayback Machine.]
- Economist on 2013 Nobel Prizes and GHK paper (October 12, 2013) [Архівовано 8 вересня 2017 у Wayback Machine.]
- The Nobel Prize And The Rule Of Three. NPR Weekend Edition (December 14, 2013) [Архівовано 11 червня 2021 у Wayback Machine.]
- Englert-Brout-Higgs-Guralnik-Hagen-Kibble Mechanism on Scholarpedia [Архівовано 9 квітня 2012 у Wayback Machine.]
- History of Englert-Brout-Higgs-Guralnik-Hagen-Kibble Mechanism on Scholarpedia [Архівовано 17 квітня 2012 у Wayback Machine.]
- UR prof and Nobel candidate to speak at Rochester Museum & Science Center [Архівовано 4 березня 2021 у Wayback Machine.]